# Thalassodes subquadraria
Thalassodes subquadraria är en fjärilsart som beskrevs av Inoue 1976. Thalassodes subquadraria ingår i släktet Thalassodes och familjen mätare. Inga underarter finns listade i Catalogue of Life.